# آل ديسمبر (مسلسل)
آل ديسمبر مسلسل كوميدي كويتي أُنتج عام 2020 من إخراج نعمان حسين.

## القصة
تدور الأحداث في حلقات متصلة منفصلة حول عائلتين بدويتين وهما آل ديسمبر والهصمصم، وتبدأ الأحداث بوجود صلة قرابة لعائلة آل ديسمبر تنحدر من روسيا.

## الممثلين المشاركين بالعمل
| الممثل            | الشخصية                     |
| ----------------- | --------------------------- |
| طارق العلي        | أحمدي بدر الدجا الهصمصم     |
| جمال الردهان      | عبيد بن حسن الطباع العقروبي |
| مرام              | طلقة بنت عودة آل ديسمبر     |
| ميس كمر           | تختة رحيم غزل البنات        |
| محمد الفليكاوي    | زحزيح أحمدي الهصمصم         |
| محمد الصراف       | شلاش وزن الذبابة            |
| يوسف المطر        |                             |
| جاسم البلوشي      |                             |
| هبة العيسى        |                             |
| صالح الدرع        |                             |
| عبدالرحمن الحميدي |                             |
| هيام الحسن        |                             |
| بجاد أرباب        |                             |
| راشد المطوع       | ضيف شرف                     |
| علي جاسم العلي    | ضيف شرف                     |
| عبد الله الخضر    | ضيف شرف                     |
| مي البلوشي        | ضيف شرف                     |
| أحمد حمدي         | ضيف شرف                     |
| في الشرقاوي       | ضيف شرف                     |